# Championnat de France de futsal 2024-2025
 (juillet 2024).
Si vous disposez d'ouvrages ou d'articles de référence ou si vous connaissez des sites web de qualité traitant du thème abordé ici, merci de compléter l'article en donnant les références utiles à sa vérifiabilité et en les liant à la section « Notes et références ».
Navigation
Saison 2023-2024 Saison 2025-2026
La Division 1 2024-2025 est la dix-huitième édition du Championnat de France de futsal. Le plus haut niveau de futsal en France oppose douze clubs en une série de vingt-deux rencontres jouées de octobre 2024 à mai 2025. Les quatre premiers disputent ensuite une phase finale pour déterminer le champion.

## Organisation

### Format de la compétition
Organisé par la Fédération Française de Football, le championnat de D1 se dispute en deux phases : la phase préliminaire, mettant aux prises tous les clubs qui s'affrontent en matchs aller-retour, et la phase finale à élimination directe pour les quatre premiers. Les demi-finales opposent le club classé 1er au classement au 4ème et le 2ème au 3ème, sachant que le club le mieux classé reçoit au match retour. Le vainqueur de la finale est sacré champion de France et proposé au Comité exécutif de la FFF pour représenter la FFF en Ligue des champions de l'UEFA.
Les deux derniers sont relégués en Division 2, où les premiers de chacun des deux groupes sont promus en D1.

### Clubs participants
| \| Toulon EF Nantes MF AS Avion UJS Toulouse Kingersheim Laval Hérouville GOAL Montpellier MF \| Les clubs 2023-2024 |
| Toulon EF Nantes MF AS Avion UJS Toulouse Kingersheim Laval Hérouville GOAL Montpellier MF                           |

| \| SC Paris Paris ACASA Kremlin-Bicêtre \| Localisation des clubs franciliens. |
| SC Paris Paris ACASA Kremlin-Bicêtre                                           |

| Nom                    | Fondé en | Saisons en D1 | Dernière montée | Meilleur résultat | Entraîneur             | Résultat 2023-24 | Siège                                         | Salle                          |
| ---------------------- | -------- | ------------- | --------------- | ----------------- | ---------------------- | ---------------- | --------------------------------------------- | ------------------------------ |
| Étoile lavalloise FC T | 2006     | 4e            | 2021            | champion ×2       | Manuel Moya            | champion         | Pays de la Loire, Mayenne, Laval              | Espace Mayenne                 |
| Sporting Paris         | 1984     | 17e           | 2008            | champion ×5       | Rodolphe Lopes         | 8e               | Île-de-France, Paris                          | Halle Georges-Carpentier 2     |
| Nantes MF              | 2017     | 8e            | 2017            | 2e                | Fabrice Gacougnolle    | finaliste        | Pays de la Loire, Loire-Atlantique, Nantes    | CS Mangin-Beaulieu             |
| Paris ACASA            | 2006     | 8e            | 2017            | 3e                | Felice Mastropierro    | Demi-finaliste   | Île-de-France, Paris                          | adidas arena                   |
| Toulon EF              | 2008     | 14e           | 2011            | champion ×1       | Sergei Padalinski      | Demi-finaliste   | Provence-Alpes-Côte d'Azur, Var, Toulon       | Palais des sports              |
| UJS Toulouse           | 1991     | 8e            | 2017            | 7e                | Pepe Narvaez           | 5e               | Occitanie, Haute-Garonne, Toulouse            | Palais des sports André-Brouat |
| Kremlin-Bicêtre        | 2002     | 16e           | 2022            | champion ×4       | Maca                   | 6e               | Île-de-France, Le Kremlin-Bicêtre             | Gymnase Ducasse                |
| Kingersheim Futsal     | 2015     | 4e            | 2021            | 9e                | Jawad Belaïnoussi      | 7e               | Grand Est, Haut-Rhin, Kingersheim             | Salle polyvalente              |
| Hérouville Futsal      | 2010     | 5e            | 2023            | 6e                | Quentin Lecomte-Moulin | 10e              | Normandie, Calvados, Hérouville-St-Clair      | Gymnase Allende                |
| GOAL Futsal Club       | 2007     | 2e            | 2023            | 9e                | Nicolas Karilaos       | 9e               | Auv.-Rhône-Alpes, Lyon, Saint-Germain-au-M.O. | Gymnase Rosa Parks             |
| Montpellier MF         | 2017     | 3e            | 2024            | 3e                |                        | 1re D2 B         | Occitanie, Hérault Montpellier                | Palais des sports René Bougnol |
| AS Avion               | 2009     | 1re           | 2024            | -                 |                        | 1re D2 A         | Hauts-de-France, Pas-de-Calais, Avion         | ?                              |

## Compétition

### Phase préliminaire

#### Classement
| Rang | Équipe                 | Pts | J  | G  | N | P  | Bp  | Bc | Diff |
| ---- | ---------------------- | --- | -- | -- | - | -- | --- | -- | ---- |
| 1    | Étoile lavalloise T    | 52  | 22 | 17 | 2 | 3  | 102 | 53 | +49  |
| 2    | Sporting Paris         | 47  | 22 | 15 | 3 | 3  | 82  | 52 | +30  |
| 3    | GOAL Futsal Club       | 40  | 22 | 11 | 7 | 4  | 77  | 55 | +22  |
| 4    | Montpellier MF P       | 40  | 22 | 11 | 7 | 4  | 72  | 50 | +22  |
| 5    | AS Avion P             | 33  | 22 | 11 | 0 | 11 | 66  | 72 | -6   |
| 6    | Nantes MF              | 32  | 22 | 9  | 5 | 8  | 68  | 60 | +8   |
| 7    | Toulon ÉF              | 30  | 22 | 8  | 6 | 8  | 68  | 72 | -4   |
| 8    | Kingersheim Futsal     | 24  | 22 | 8  | 0 | 14 | 56  | 81 | -25  |
| 9    | UJS Toulouse           | 23  | 22 | 7  | 2 | 13 | 65  | 83 | -18  |
| 10   | Paris ACASA            | 18  | 22 | 5  | 3 | 14 | 53  | 76 | -23  |
| 11   | Kremlin-Bicêtre futsal | 16  | 22 | 3  | 7 | 12 | 69  | 93 | -24  |
| 12   | Hérouville Futsal      | 13  | 22 | 3  | 4 | 15 | 53  | 84 | -31  |

### Phase finale

#### Tableau
|  | Demi-finales      | Demi-finales          | Demi-finales      | Demi-finales      |                       |                       | Finale       | Finale       | Finale       | Finale       |
|  |                   |                       |                   |                   |                       |                       |              |              |              |              |
|  | 7 et 14 juin 2025 | 7 et 14 juin 2025     | 7 et 14 juin 2025 | 7 et 14 juin 2025 |                       |                       | 21 juin 2024 | 21 juin 2024 | 21 juin 2024 | 21 juin 2024 |
|  | 1er               | Montpellier MF        | 1                 | 3                 |                       |                       | 21 juin 2024 | 21 juin 2024 | 21 juin 2024 | 21 juin 2024 |
|  | 1er               | Montpellier MF        | 1                 | 3                 |                       |                       | 21 juin 2024 | 21 juin 2024 | 21 juin 2024 | 21 juin 2024 |
|  | 4e                | Étoile lavalloise MFC | 5                 | 6                 |                       |                       | 21 juin 2024 | 21 juin 2024 | 21 juin 2024 | 21 juin 2024 |
|  | 4e                | Étoile lavalloise MFC | 5                 | 6                 | Étoile lavalloise MFC | Étoile lavalloise MFC | 4            | 4            |              |              |
|  | 7 et 14 juin 2025 |                       |                   |                   | Étoile lavalloise MFC | Étoile lavalloise MFC | 4            | 4            |              |              |
|  |                   |                       | GOAL              | GOAL              | 2                     | 2                     |              |              |              |              |
|  | 2e                | GOAL                  | GOAL              | GOAL              | 2                     | 2                     | 4            | 3            |              |              |
|  | 2e                | GOAL                  |                   |                   |                       |                       |              | 3            |              |              |
|  | 3e                | Sporting Paris        | 2                 | 4                 |                       |                       |              |              |              |              |
|  | 3e                | Sporting Paris        | 2                 | 4                 |                       |                       |              |              |              |              |

## Bilan de la saison
| Championnat de France de football 2024-2025 |                        |
| Champion                                    | Étoile lavalloise MFC  |
| Qualifications continentales                |                        |
| Ligue des champions 2025-2026               | Étoile lavalloise MFC  |
| Promotions et relégations                   |                        |
| Promus en Division 1                        |                        |
| Relégués en Division 2                      | Kremlin-Bicêtre futsal |
| Relégués en Division 2                      | Hérouville Futsal      |